# Maia (mytologie)
Maia (starořecky Μαῖα Maia, latinsky Maia) je v řecké mytologii nymfa, jež s Diem zplodila Herma. Je dcerou titána Atlanta a ókeanovny Pléioné (podle jiných bájí Aithry)[zdroj?], nejstarší a nejkrásnější[zdroj?] z jejich sedmi dcer zvaných Plejády, k nimž náležejí také Élektra, Taygeté, Alkyoné, Kelainó, Steropé a Meropé. Kromě toho má ještě další sestry: Kalypsó, Hesperidky, Hyády a bratra Hyanta.
S Diem Maia zplodila Herma, jak zmiňuje již Hésiodos ve své Theogonii; homérský hymnus na Herma navíc uvádí, že Maia byla ostýchavou nymfou krásných vlasů, jež se stranila bohů ve stinné jeskyni na hoře Kylléně, kde se v noci spojila s Diem a počala tak svého syna. Pseudo-Apollódorova Bibliothéka uvádí, že na Kylléně se zrodila sama Maia a vychovávala tam Diova a Kallistina syna Arkanta. Aischylos ve své Oresteie ztotožnil Maiu s Gaiou-Zemí jako protějšek Herma Chthonia „Zemského“.

Jedná se o jinou bohyni, než je její římská jmenovkyně Maia, již ve starověku byly však zaměňovány.